# Pasi Merapat
Pasi Merapat is een bestuurslaag in het regentschap Aceh Selatan van de provincie Atjeh, Indonesië. Pasi Merapat telt 380 inwoners (volkstelling 2010).